# Яйло Леонід Олександрович
Леоні́д Олекса́ндрович Яйло (нар.31 серпня 1973, Маріуполь, Донецька область, УРСР)  — колишній український баскетболіст, важкий форвард, майстер спорту. Має грецьке походження.

## Біографія
У дитячому віці Леоніда запросили в групу баскетболу ДЮСШ Маріуполя. У 17 років він не був найвищим у юнацькій команді, але продовжував додавати у зрості ще не один рік. Тоді ж Яйла включили до складу одеської команди, яка тоді була чемпіоном України і в її складі грали Олександр Чаусов та Віталій Усенко, для участі в юнацькому чемпіонаті СРСР, який проходив в Алма-Аті. Згідно з положенням турніру в команду можна було включати гравців з інших команд. Одесити тоді виграли призове місце.
Яйло демонстрував хорошу гру у «Азовмаші». У домашньому матчі проти «Будівельника» Леонід набрав 32 очка і одразу ж отримав пропозицію перейти в стан киян. У той же час він мав більш вигідну у фінансовому плані пропозицію від донецького «Шахтаря». Тодішній тренер азовців Валентин Романець порадив гравцю перейти до складу саме столичної команди і влітку 1993 року, після молодіжного чемпіонату Європи, Яйло перейшов до київського «Будівельника». У столичному клубі він тричі виграв чемпіонат і двічі Кубок України.
Одразу по закінченню Євробаскету-97 Яйло перейшов у «БІПА-Моду», яку тоді очолив відомий російський фахівець Юрій Селіхов. Після сезону в Одесі, Леонід вирішив спробувати свої сили закордоном і наступний сезон відіграв в російському клубі «ЦСК ВВС-Самара».
Влітку 1999 брав участь у літньому таборі в Тревізо, після чого отримав пропозицію від головного тренера «Реджіо Калабрії». Пробувши місяць на перегляді, Яйло підписав контракт, але не грав через те, що представляв країну, яка не є членом Євросоюзу. В кінці сезону один з легіонерів команди отримав травму і Яйло, зайнявши його місце, зіграв декілька матчів в кінці регулярного чемпіонату, а також усі матчі плей-оф. По закінченні сезону тренер команди Гаетано Джеббіа пропонував подовжити контракт ще на рік, але Леонід відмовився, оскільки не було гарантій того, що він би зайняв «легіонерське» місце.
Сезон 2000/2001 провів в казаньському «УНІКСі», з яким дійшов до фінальної серії чемпіонату Росії, але там казанці поступилися пермському «Урал-Грейту» з рахунком 0:3. Наступний сезон провів у Туреччині у складі «Даруссафаки».
Після трьох років проведених закордоном, у 2002 році відгукнувся на пропозицію «Азовмаша» і повернувся на Батьківщину. У складі «азовців» провів три сезони, за які встиг двічі стати чемпіоном України. В цей же час поїхав на перегляд в пірейський «Олімпіакос», але не підійшов і повернувся в розташування азовської команди. В сезоні 2004/2005 «Азовмаш» програв у фінальній серії БК «Київ» і після цього стосунки Леоніда з президентом клубу Олександром Савчуком розладналися, тож гравець перейшов у стан «вовків», з якими пробився у «Фінал чотирьох» Кубку Виклику ФІБА.
У вересні 2007 року перейшов в інший київський клуб «Будівельник», в який повернувся через 10 років. В той же час розмірковував про завершення кар'єри, але прийняв пропозицію Валентина Берестнева і перейшов в МБК «Миколаїв». 19 грудня 2011 року у матчі МБК «Миколаїв» — «Ферро-ЗНТУ» Леонід Яйло досягнув позначки у 500 зібраних відскоків у Суперлізі. По завершенні сезону 2011/2012 оголосив про завершення кар'єри гравця і почав тренувати дітей, а також став асистентом головного тренера команди. Влітку 2013 року увійшов до тренерського штабу «Будівельнику».
Леонід Яйло дебютував за збірну України у матчі з Боснією і Герцеговиною у 1994 році у відборі до Євробаскету-95 і набрав 15 очок.
У липні 2013 року зіграв на чемпіонаті світу серед ветеранів за збірну України (40+), де виграв бронзову медаль, причому в кожному матчі ставав найрезультативнішим гравцем української дружини.

### Статистика кар'єри

#### Регулярний сезон
| Сезон                     | Команда               | GP | GS | MPG   | FG%  | 3P%  | FT%  | RPG | APG | SPG | BPG | PPG  |
| ------------------------- | --------------------- | -- | -- | ----- | ---- | ---- | ---- | --- | --- | --- | --- | ---- |
| 1999–00                   | Віола Реджіо Калабрія | 4  | 4  | 33:25 | 57,7 | 0,0  | 77,8 | 2,5 | 1,5 | 1,0 | 0,5 | 9,25 |
| 2004–05                   | Азовмаш               | 30 | 27 | 23:14 | 62,9 | 42,9 | 69,7 | 4,2 | 1,6 | 0,6 | 0,1 | 11,1 |
| 2005–06                   | Київ                  | 34 | 14 | 16:25 | 56,3 | 55,3 | 82,6 | 2,6 | 1,8 | 0,2 | 0,2 | 6,8  |
| 2006–07                   | Київ                  | 10 | 1  | 12:17 | 48,0 | 45,0 | 78,3 | 2,4 | 0,7 | 0,6 | 0,0 | 6,9  |
| 2007–08                   | Будівельник           | 20 | ?  | 22:38 | 54,0 | 27,0 | 79,0 | 4,8 | 1,4 | 0,3 | 0,3 | 7,9  |
| 2008–09                   | Миколаїв              | 25 | ?  | 18:45 | 51,0 | 26,0 | 72,0 | 4,0 | 1,1 | 0,5 | 0,2 | 6,2  |
| 2009–10                   | Миколаїв              | 26 | 15 | 22:26 | 57,3 | 42,2 | 79,2 | 5,1 | 1,7 | 0,3 | 0,8 | 9,0  |
| 2009–10 (Кубок Суперліги) | Миколаїв              | 10 | 5  | 20:35 | 59,1 | 14,3 | 75,0 | 4,2 | 1,5 | 0,2 | 0,8 | 7,3  |
| 2010–11                   | Миколаїв              | 48 | 39 | 20:43 | 48,4 | 20,3 | 63,7 | 3,9 | 1,9 | 0,6 | 0,8 | 5,9  |
| 2010–11 (Кубок Суперліги) | Миколаїв              | 2  | 1  | 16:49 | 28,6 | 0,0  | 83,3 | 1,5 | 3,0 | 0,0 | 1,0 | 4,5  |
| 2011–12                   | Миколаїв              | 38 | 18 | 19:38 | 55,6 | 25,6 | 70,4 | 4,3 | 1,6 | 0,2 | 0,5 | 6,1  |

#### Плей-оф
| Сезон                     | Команда               | GP | GS | MPG   | FG%  | 3P%  | FT%  | RPG | APG | SPG  | BPG  | PPG  |
| ------------------------- | --------------------- | -- | -- | ----- | ---- | ---- | ---- | --- | --- | ---- | ---- | ---- |
| 1999–00                   | Віола Реджіо Калабрія | 8  | 8  | 23:25 | 33,3 | 60,0 | 72,7 | 4,4 | 0,5 | 1,25 | 0,75 | 5,9  |
| 2009-10                   | Миколаїв              | 10 | 8  | 29:15 | 57,1 | 37,1 | 75,9 | 7,5 | 2,2 | 0,7  | 0,4  | 15,2 |
| 2009–10 (Кубок Суперліги) | Миколаїв              | 4  | 2  | 22:14 | 44,4 | 0,0  | 61,5 | 5,5 | 2,0 | 0,25 | 0,5  | 6,0  |
| 2010-11                   | Миколаїв              | 5  | 3  | 18:18 | 66,7 | 0,0  | 60,0 | 4,4 | 1,6 | 0,4  | 0,4  | 7,0  |

## Титули та досягнення
- Чемпіон України (7): 1994, 1995, 1996, 1997, 1998, 2003, 2004
- Срібний призер чемпіонату України: 2005, 2006, 2007
- Володар Кубку України (2): 1995, 1996
- Срібний призер чемпіонату Росії: 2001
- Бронзовий призер Єврокубку ФІБА: 2006
- Чемпіон Європи серед ветеранів (40+): 2014[11]
- Бронзовий призер чемпіонату світу серед ветеранів: 2013

## Цікаві факти[12]
- Середня освіта: Маріупольський технікум міськектротранспорту
- Вища освіта: Інститут фізкультури, м. Переяслав-Хмельницький (2006)
- Мови, якими володіє: українська, російська, англійська
- Улюблений вид спорту: баскетбол
- Улюблений вид спорту для перегляду: теніс
- Найвидатніший спортсмен: Сергій Бубка
- Найвидатніший баскетболіст: Меджик Джонсон
- Найкращий баскетболіст, проти якого грав: Деян Бодірога
- Улюблена страва: салат Олів'є
- Улюблений напій: квас
- Улюблена музика: Queen